# Niwy (Sainte-Croix)
Pour les articles homonymes, voir Niwy.
Niwy est une localité polonaise de la gmina de Daleszyce, située dans le powiat de Kielce en voïvodie de Sainte-Croix.